# Eugène Demangeat
Eugène Demangeat est un architecte français, né à Nantes le 3 mars 1818 et décédé à Paris le 29 décembre 1889.

## Biographie
D'une famille de maîtres de forges, Eugène Demangeat est le fils de Jean Louis Demangeat, directeur de la Fonderie d'Indret (1781-1841), et de Magdelaine Anne Robert. Il est de la famille du juriste Charles Demangeat.
Entré à l'École nationale supérieure des beaux-arts, il est élève au sein des ateliers de Jean-Jacques-Marie Huvé, Jean-Nicolas Huyot et de Louis-Hippolyte Lebas. Il obtient le 3e grand prix ou une mention honorable en 1844. Il est candidat en architecture au grand prix de Rome de 1847.

## Principaux ouvrages
- Les chais, le bureau et l'atelier de mise en bouteilles de la distillerie Martell, à Cognac, en 1850[2]
- Façade de l'Hotel de la maison Goupil et Cie, 9 Rue Chaptal à Paris, en 1860[3]
- Façades de la place Saint-Pierre, à Nantes, en 1868-1872
- Château de Cressé, Bourg-Charente, en 1875

## Sources
- Émilien Maillard, Nantes et le département au XIXe siècle : littérateurs, savants, musiciens, & hommes distingués, 1891.